# ما شياو وي
ما شياو وي (مواليد ديسمبر 1959) (بالصينية: 马晓伟) طبيب وسياسي صيني شغل منصب الوزير الافتتاحي للجنة الصحة الوطنية منذ مارس 2018. هو أيضًا رئيس الجمعية الطبية الصينية ونائب رئيس جمعية الصليب الأحمر الصينية.

## مسيرته
وُلِدَ في مقاطعة ووتاي، بإقليم شانشي في ديسمبر 1959. في أبريل 1978، تم قبوله في جامعة الصين الطبية. بعد التخرج في ديسمبر 1982، تم تكليفه بالعمل في وزارة الصحة. عمل لاحقًا كنائب رئيس جامعة الصين الطبية ومدير قسم الصحة في مقاطعة لياونينغ. في أكتوبر 2001 عُيّن نائبا لوزير الصحة. عندما أعيد تنظيم الوزارة في اللجنة الوطنية للصحة وتنظيم الأسرة، استمر في العمل كنائب للمدير. في مايو 2015، عمل في الوقت نفسه كنائب رئيس جمعية الصليب الأحمر الصينية. في 15 ديسمبر 2015، عُيّن رئيسًا للجمعية الطبية الصينية ليحل محل تشن تشو. في 19 مارس 2018، عُيّن مديرا للجنة الصحة الوطنية في الدورة الأولى للمجلس الوطني الشعبي الثالث عشر.
خلال جائحة فيروس كورونا 2019–20، كان يقود الجهود لمحاربة تفشي هذا الفيروس التاجي.